# Eugene Gearty
Eugene Gearty est un monteur son américain né en 1960.

## Biographie
Il fait ses études au Berklee College of Music dont il sort diplômé en production musicale en 1982.

## Filmographie (sélection)

### Télévision
- 2010 : Boardwalk Empire (12 épisodes)

### Cinéma
- 1986 : Nola Darling n'en fait qu'à sa tête (She's Gotta Have it) de Spike Lee
- 1989 : Family Business de Sidney Lumet
- 1989 : Do the Right Thing de Spike Lee
- 1989 : Mystery Train de Jim Jarmusch
- 1990 : The King of New York (King of New York) d'Abel Ferrara
- 1992 : Malcolm X de Spike Lee
- 1993 : Le Temps de l'innocence (The Age of Innocence) de Martin Scorsese
- 1995 : Casino de Martin Scorsese
- 1995 : Get Shorty de Barry Sonnenfeld
- 1995 : À fleur de peau (Underneath) de Steven Soderbergh
- 1996 : Matilda de Danny DeVito
- 1996 : Lone Star de John Sayles
- 1996 : Fargo de Joel et Ethan Coen
- 1997 : Men in Black de Barry Sonnenfeld
- 1999 : À tombeau ouvert (Bringing Out the Dead) de Martin Scorsese
- 1999 : Wild Wild West de Barry Sonnenfeld
- 2000 : Tigre et Dragon (臥虎藏龍, Wò Hǔ Cáng Lóng) d'Ang Lee
- 2000 : O'Brother (O Brother, Where Art Thou?) de Joel et Ethan Coen
- 2001 : The Barber (The Man Who Wasn't There) de Joel et Ethan Coen
- 2002 : Gangs of New York de Martin Scorsese
- 2002 : Men in Black 2 de Barry Sonnenfeld
- 2003 : Hulk d'Ang Lee
- 2004 : Aviator (The Aviator) de Martin Scorsese
- 2004 : Ladykillers (The Ladykillers) de Joel et Ethan Coen
- 2004 : Eternal Sunshine of the Spotless Mind de Michel Gondry
- 2005 : The Notorious Bettie Page de Mary Harron
- 2005 : Le Secret de Brokeback Mountain (Brokeback Mountain) d'Ang Lee
- 2006 : Les Infiltrés (The Departed) de Martin Scorsese
- 2006 : Inside Man : L'Homme de l'intérieur (Inside Man) de Spike Lee
- 2009 : Hôtel Woodstock (Taking Woodstock) d'Ang Lee
- 2010 : Shutter Island de Martin Scorsese
- 2011 : Hugo Cabret (Hugo) de Martin Scorsese
- 2012 : L'Odyssée de Pi (Life of Pi) d'Ang Lee
- 2013 : Le Loup de Wall Street (The Wolf of Wall Street) de Martin Scorsese

## Distinctions

### Récompenses
- Oscars 2012 : Oscar du meilleur montage de son pour Hugo Cabret
- BAFTA 2012 : British Academy Film Award du meilleur son pour Hugo Cabret

### Nominations
- Oscar du meilleur montage de son
  - en 2003 pour Gangs of New York
  - en 2013 pour L'Odyssée de Pi
- British Academy Film Award du meilleur son
  - en 2001 pour Tigre et Dragon
  - en 2003 pour Gangs of New York
  - en 2005 pour Aviator
  - en 2013 pour L'Odyssée de Pi